# Praha (Slovacchia)
Praha (in ungherese Gácsprága) è un comune della Slovacchia facente parte del distretto di Lučenec, nella regione di Banská Bystrica.